# Montord
Montord är en kommun i departementet Allier i regionen Auvergne-Rhône-Alpes i de centrala delarna av Frankrike. Kommunen ligger  i kantonen Saint-Pourçain-sur-Sioule som ligger i arrondissementet Moulins. År 2022 hade Montord 209 invånare.

## Befolkningsutveckling
Antalet invånare i kommunen Montord
Referens: INSEE